# الدولة الهوتكية
الدولة الهوتَكيّة (بالبشتوية: د هوتَکيانو ټولواکمني؛ بالفارسية: پادشاهی هوتَکی) هي دولة تاريخية التي حكمتها سلالة ملكية أفغانية من قبيلة الهوتك أنشئت في أبريل 1709 من قبل مير ويس الهوتكي بعد أن قاد ثورة ناجحة ضد المتسلطين الصفويين الفرس الآخذين في الانهيار في قندهار. غزا ابنه محمود فارس وسيطر على أصفهان 1722 واستمر ذلك لفترة وجيزة جدا إلى 1738 عندما قامت العبقرية العسكرية لنادر شاه، بهزم حسين الهوتكي خلال حصار طويل في قندهار، وبدأت إعادة تأسيس الهيمنة الإيرانية التي فقدت قبل عقود على جميع المناطق وإنتزاعها من المنافس اللدود، العثمانيين كما استعاد بعض الأراضي من الروس. وحكمت السلالة الهوتكية في ذروتها لفترة وجيزة جدا على مساحة التي هي الآن في أفغانستان وغرب باكستان، وأجزاء كبيرة من إيران.
في عام 1715، توفي مير ويس لسبب طبيعي وشقيقه عبد العزيز تبعه بالحكم. وتبعه بسرعة بعد قتله من قبل ابن أخوه محمود الذي حكم الإمبراطورية في أكبر أتساعها فقط لثلاث سنوات، أصيب بالجنون وتدهورت صحته. فتولى أشرف الهوتكي الحكم كرابع ملك في السلالة وحاكم فارس لكنه هزم ونفي في عام 1729 إلى ما هو الآن جنوب أفغانستان بعد معركة دامغان مع الدولة الصفوية بقيادة نادر قبل تأسيسه الدولة الأفشارية. أصبح حسين الهوتكي الحاكم الخامس والأخير الذي حكم أفغانستان حتى هُزم أيضا في 1738 من قبل نادر شاه.

## تاريخ السلالة الهوتكية

### الصعود إلى السلطة وعهد مير ويس الهوتكي

#### انهيار الصفويين
حكم الصفويون الشيعة لوي قندهار (قندهار الكبرى) بكونها امتدادٌ لأراضيهم في أقصى الشرق، من القرن السادس عشر حتى بدايات القرن الثامن عشر. في الوقت نفسه، كانت القبائل الأفغانية الأصلية التي تعيش في المنطقة، من المسلمين السنة. مباشرة إلى الشرق بدأت إمبراطورية المغول السنية، التي خاضت من وقت إلى آخر حروبًا مع الصفويين الأقوياء حول أراضي جنوب أفغانستان. في الوقت ذاته، سيطرت خانات بخارى على المنطقة الواقعة شمالًا. بحلول أواخر القرن السابع عشر، بدأ الصفويون في الانحدار. مع وفاة الشاه عباس الأكبر‌ عام 1629، لم يكن الحكام الصفويون المتعاقبون ناجعين بقدره وتدهورت الإمبراطورية بسببهم. في 29 يوليو 1694 توفي الشاه سليمان وتولى الشاه سلطان حسين العرش. في عهده ازدادت الأمور سوءًا. لم يغادر حسين القصر إلا ما ندر خلال فترة حكمه، وهو ليس بالأمر الغريب عن العديد من الملوك الصفويين اللاحقين. كان الحكام الصفويون اللاحقون يفضلون الكينونة في بلاطهم المليء بالانقسامات على عكس أسلافهم الأكثر حركة والذين أمضوا وقتًا أطول في الحملات وكان بلاطهم هامشيًا. كانت الحكومة ضعيفة والجيش غير فعال. سمح فراغ السلطة هذا للمجموعات القبلية مثل التركمان والبلوش والعرب والأكراد والداغستانيين والأفغان بمداهمة الولايات الحدودية باستمرار.

#### حكم غيورغي خان
في عام 1704، عين الشاه حسين الصفوي أحد رعاياه الجورجيين وملك كارتلي جورج الحادي عشر (گیورگی خان)، الذي اعتنق الإسلام، حاكمًا على قندهار. في أوائل مايو 1704 سار من كرمان وبعد مسيرة استمرت سبعة أسابيع، سحق الاضطرابات الدائرة في الولاية حينها. سرعان ما واجه مير ويس الهوتكي، وصي قندهار وأحد أغنى الأشخاص وأكبرهم تأثيرًا بين الغلزائيين. في البداية، كانت علاقات مير ويس جيدة مع الجورجيين، لكنها بدأت في التدهور عندما نُحّي مير ويس من منصبه في عام 1706 وعُين علم شاه أفغان مكانه.
كان الجورجيون مكروهين في جميع أنحاء الولاية. حكموا السكان المحليين بوحشية. وهذا ما شجع الغلزائيين على الثورة ضد الحكم الصفوي، وقد شارك مير ويس في إحدى هذه الثورات. اكتشف غيورغي خان الأمر وأرسل مير ويس إلى أصفهان. أثناء وجوده هناك، شهد ضعف البلاط الصفوي واشتكى من وحشية غيورغي خان. قلب الشاه وبلاطه ضد غيورغي خان، ثم ذهب لأداء الحج في مكة. تمكن مير ويس من الحصول على فتوى من السلطات الدينية بالموافقة على خطته للإطاحة بالحكم الصفوي المستبد. في صيف 1708 أو يناير 1709 عاد إلى قندهار وانتظر الفرصة لقتل غيورغي خان.

#### تمرد
جاءت تلك الفرصة في أبريل 1709. رفضت قبيلة كاكار دفع الضرائب وتمردت، لذلك خرج غيورغي خان ورجاله لشن حملة عليهم. تحت حماية خانات الناشر الغزنويين، نصب مير ويس ورجاله كمينًا لغيورغي خان في 21 أبريل وقتله. طردوا الحامية الجورجية من قندهار وفر الجورجيون الباقون إلى بلدة غريشك وانتظروا. عندما سمع البلاط الصفوي بذلك، أرسلوا كايخسرو خان مع 12,000 رجل لاستعادة قندهار. غادر أصفهان إلى قندهار في نوفمبر 1709، بمساعدة أفرادٍ من قبيلة الأبدالي. تقدم الجيش ببطء إذ لم يكن البلاط على استعداد لتقديم قدر كبير من المساعدة، ووصلوا إلى مدينة فراه في أبريل - مايو أو نوفمبر 1710. في صيف عام 1711 زحف كايخسرو إلى قندهار وحاصرها. سعى الغلزائيون إلى السلام لكن كايخسرو ردهم، فواصلوا القتال. هاجم البلوش الجورجيين باستمرار وأجبروهم على التراجع في 26 أكتوبر. خرج المدافعون عن قندهار وطاردوا الجورجيين، مما أدى إلى مقتل كايخسرو. أُرسل جيش فارسي آخر إلى قندهار في عام 1712 لكنه لم يتمكن من بلوغها إذ توفي قائده في هرات، فتُرك الهوتكيون على هواهم. وبذلك، تمكن مير ويس من بسط سيطرته على إقليم قندهار بأكمله. بعد وفاته في نوفمبر 1715 لأسباب طبيعية، خلفه شقيقه عبد العزيز؛ قُتل الأخير فيما بعد على يد محمود نجل مير ويس بعد أن حكم لمدة 18 شهرًا فقط.

## قائمة الحكام
| الاسم                   | الصورة | بداية حكمه | نهاية حكمه |
| ----------------------- | ------ | ---------- | ---------- |
| مير ويس الهوتكي '       |        | 1709       | 1715       |
| عبد العزيز الهوتكي أمير |        | 1715       | 1717       |
| محمود الهوتكي شاه       |        | 1717       | 1725       |
| أشرف الهوتكي شاه        |        | 1725       | 1729       |
| حسين الهوتكي أمير       |        | 1729       | 1738       |